# Hậu Long

Vị trí tại Miêu Lật

Hậu Long (tiếng Trung: 後龍鎮; bính âm: Hòulóng Zhèn, Pe̍h-ōe-jī: Āu-lâng-tìn) là một trấn của huyện Miêu Lật, tỉnh Đài Loan, Trung Hoa Dân Quốc (Đài Loan). Trấn nằm ở ven biển và có địa hình đồng bằng, đây cũng là nơi trồng dưa hấu nổi tiếng tại Đài Loan. Trấn có diện tích 75,8072 km², dân số vào tháng 8 năm 2011 là 39.033 người thuộc 11.743 hộ gia đình, mật độ cư trú đạt 514,9 người/km².